# Вегалта Сендай
„Вегалта Сендай“ е японски футболен отбор от град Сендай, провинция Мияги. Първоначално тимът е собственост на компания „Токоху Илектрик Пауър“, през 1999 г. се преименува на „Брумел Сендай“, а от 2002 г. носи това си име. То е избрано в чест на фестивала Танабата, организиран в Сендай, в почит на звездите Вега и Алтаир.